# شبكة مواطن الإعلامية
شبكة مواطن الإعلامية هي شبكة إعلامية عربية مستقلة غير ربحية مقرها العاصمة البريطانية لندن أسسها محمد الفزاري في عمان عام 2013. مواطن منصة إعلامية تنشر محتوى باللغة العربية حول مجموعة من القضايا التي تتعامل مع الديمقراطية والحقوق المدنية والسياسية والحقوق الاجتماعية والثقافية وحقوق النوع الاجتماعي والجنس وغيرها.
بعد اعتقال مديرها التنفيذي ورئيس التحرير محمد الفزاري في عمان عام 2014 بسبب نشاطه السياسي، هروبه إلى المملكة المتحدة طالبًا اللجوء السياسي، أُجبرت «مواطن» على التوقف عن النشر في 14 يناير 2016 بعد الاعتقالات واستجواب صحفي «مواطن» الذين يعيشون في عمان.
عادت «مواطن» للنشر رسميًا في 3 مايو 2017 في اليوم العالمي لحرية الصحافة بعد تسجيلها في لندن.

## نبذة تاريخية
أختير الاسم لأن «مواطن» معنية بقضايا المواطن في الخليج والوطن العربي وتسعى إلى تعزيز وترسيخ دولة المواطنة.
أسس محمد الفزاري «مواطن» في 6 يونيو 2013، لإيجاد مساحة لحرية التعبير للأصوات العمانية والعربية. بدأ العمل على أساس تطوعي، حيث لم يكن من الممكن الحصول على تمويل داخل عمان بسبب السياسة التحريرية للشبكة، كما أن القانون العماني يحظر التمويل من الخارج بسبب محتوى «مواطن» الذي يتناول قضايا الحريات وحقوق الإنسان.
بعد أن دعت «مواطن» إلى الإصلاح السياسي في عُمان ودول الخليج، اعتُقل رئيس تحريرها الفزاري في أغسطس 2014، واحتُجز بمعزل عن العالم الخارجي لمدة ستة أيام. واعتقل مرة أخرى في 22 ديسمبر / كانون الأول 2014 في مطار مسقط الدولي من قبل السلطات الأمنية التي أبلغته بصدور حظر سفر بحقه. بعد مثوله أمام القسم الخاص بالشرطة العمانية في مسقط للتحقيق، تم اعتقاله وإطلاق سراحه في نفس اليوم دون وثائقه الرسمية (جواز سفره وبطاقة هويته)، رغم عدم توجيه أي تهم إليه.
غادر مؤسس ورئيس تحرير «مواطن» عمان واستقر في المملكة المتحدة كلاجئ سياسي في يوليو 2015. تعرض صحفيو وكتاب الشبكة الإعلامية للتهديد والاعتقال، مما أجبر الفريق على التوقف نهائيًا عن إصدارها في 14 يناير / كانون الثاني 2016.
عادت «مواطن» للنشر رسميًا في 3 مايو 2017 في اليوم العالمي لحرية الصحافة بعد تسجيلها في لندن. لكن في اليوم نفسه تم حجب الموقع في عمان، تلاه في بقية دول الخليج الأخرى، مما دفع الفريق إلى اتخاذ عدة إجراءات لتمكين المواطنين في عمان ومنطقة الخليج من تصفح الموقع بالتعاون مع مراسلون بلا حدود. .

## المحتوى والأقسام
«مواطن» ترصد أحداث المجتمع وتهتم بقضايا المواطن في منطقة الخليج والوطن العربي. «مواطن» مؤسسة إعلامية مستقلة، تنشر محتوى باللغة العربية حول مجموعة من القضايا التي تتعامل مع الديمقراطية والسياسة والحقوق المدنية والسياسية والحقوق الاجتماعية والثقافية وحقوق النوع الاجتماعي والجنس وغيرها.
«مواطن» تمثل أحد مشاريع الصحافة الحرة في المنطقة العربية. المواطنة، وقضايا الحقوق والحريات، وكل ما هو مسكوت عنه في العالم العربي، هو خط تحرير الشبكة ومشاريعها الإعلامية، مع نهج الصحافة التحليلية تحاول «مواطن» تجاوز الخطوط الحمراء.
بالإضافة إلى نشرها لأكثر من ألف مقال صحفي مختلف منذ إطلاقها، أصدرت «مواطن» أيضًا واحد وخمسين عددًا كمجلة دورية حتى الآن  في فبراير 2016 أصدرت «مواطن» كتابها الأول بعنوان: «عمان: تحديات الحاضر ونتائج المستقبل». تضمن الكتاب مجموعة من الحوارات والمقالات حول القضايا السياسية والحقوقية المتعلقة بالشؤون الداخلية في عمان، ومنذ نشره حتى الآن، الكتاب ممنوع من التداول في عمان، لكنه متاح على الإنترنت. في نوفمبر 2020، نُشر الكتاب الثاني المطبوع تحت عنوان: «التحكم في المعلومات. . . دراسة عن النظام والصحافة في عمان».
ويوجد كذلك تحت مظلة شبكة مواطن أربعة برامج أخرى: «مركز مواطن للدراسات»  «مركز مواطن لحقوق الإنسان»  «بوكشمة» وهو مشروع صحلفي ساخر  و «مواطن كافيه»، وهو مشروع تفاعلي متخصص في تنظيم صالونات ثقافية ونشر البودكاست.

## روابط خارجية
- موقع مواطن
- مواطن باللغة الإنجليزية
- مواطن على تويتر
- مواطن على انستغرام
- مواطن على اليوتيوب